# Manangotria taolanaro
Genre
Espèce
Manangotria taolanaro, unique représentant du genre Manangotria, est une espèce d'opilions cyphophthalmes de la famille des Pettalidae.

## Distribution
Cette espèce est endémique d'Anôsy en Madagascar. Elle se rencontre vers Tôlanaro.

## Description
Le mâle holotype mesure 1,58 mm et la femelle paratype 1,7 mm.

## Étymologie
Son nom d'espèce lui a été donné en référence au lieu de sa découverte, Tôlanaro.

## Publication originale
- Shear & Gruber, 1996 : « Cyphophthalmid opilionids new to Madagascar: two new genera (Opiliones, Cyphophthalmi, ?Pettalidae). » Bulletin of the British Arachnological Society, vol. 10, no 5, p. 181-186 (texte intégral).